# Даниел Златков
Даниел Мариов Златков е български футболист.

## Спортна биография

### Ранна кариера
Златков е роден на 6 март 1989 година в град Благоевград. Започва да тренира в детските формации на школата на Пирин (Бл), като преминава през всички гарнитури.
През лятото на 2007 г., започва да тренира с първия отбор на Пирин, като скоро след това подписва първи професионален договор, който го обвързва с клуба до 2010 година.
Златков прави своя дебют за първия състав по време на сезон 2007 – 2008, на 10 май 2008 г., при равенството 2 – 2 срещу ПФК Берое (Стара Загора). Няколко дни по-късно, той получава предложение от украинския гигант Динамо (Киев), но преговорите не са достатъчни, за да си осигури договор с клуба.
През юни 2008 г., Златков е изпратен под наем в тима от втора дивизия Пирин (Гоце Делчев), който ще продължи една година. През сезон 2008 – 2009, той изиграва 27 мача, като вкара седем гола и прави пет асистенции.
Доброто му представяне във втора дивизия на Златков, прави впечатление сред елитните български клубове, но най-настойчиви са ръководителите на ПФК Миньор (Перник), и през май 2009 г. той подписва тригодишен договор с Миньор.
На 17 януари 2011 г. бе официално обявено, че Златков ще прекара 2 седмици проби в израелският тим Макаби Хайфа. До договор не се стига и Златков се прибира в България, продължавайки подготовка с Миньор.

### Славия (София)
През август 2011 година изненадващо напуска отбора на Миньор и само няколко дни след това подписва двугодишен договор със Славия, точно преди мача между двата отбора. Това предизвиква скандал между двата клуба, като Миньор обявяват, че състезателят е напуснал неправилно отбора, има действащ договор и няма право да подписва с друг клуб. От БФС обявяват договора за валиден, което води до още протести от страна на перничани.
Преди мача от пролетния дял на шампионата между Славия и Миньор, собственикът на Славия – Венцислав Стефанов обявява пред медиите, че Златков е получавал заплахи от страна на фенове на Миньор.
Върха на конфронтацията е когато на 18 април 2012 година отбора на Миньор излиза с юношите срещу кандидата за титлата Лудогорец 1945 (Разград), в знак на протест срещу Съдийската комисия на БФС и срещу договора на Даниел Златков със Славия. Отбора губи с 0 – 7, а спортната общественост в България реагира рязко срещу решението на ръководството на отбора от Перник, което не е FAIRPLAY според повечето.
През 2017 г. влиза в реалити-шоуто Big Brother.
След излизането си от къщата на Big Brother, Златков обявява че се отказва временно от футбола и ще се занимава със Смесени бойни изкуства.

## Личен живот
Златков взима участие в песента на Азис „Миконос“
През 2017 участва в деветия сезон на българския ВИП Брадър

## Национална кариера
През ноември 2016 получава първото си повикване за мъжкия отбор на България в мач срещу Беларус, но остава на скамейката.